# Joe Stevenson
Joseph Christopher Stevenson (Torrance, 15 de junho de 1982) é um lutador de MMA estadunidense. Competindo na categoria dos meio-médios, ele venceu o reality show The Ultimate Fighter 2, embora atualmente luta na categoria dos pesos leves. Stevenson é famoso por suas finalizações via guilhotina.

## Vida pessoal
O pai de Stevenson morreu de cancer na medula óssea. Stevenson e sua primeira esposa, Lisa, possuem dois filhos, Joe Jr. e Tyler.
Stevenson e sua segunda esposa, Maia, possuem dois filhos, Frankie e Maximus.
Ele se graduou na escola em 2000 na  Silverado High School em Victorville, California.

## Formação e Camp
Stevenson começou no wrestling com 11 anos de idade e no Jiu Jitsu com 13. Ele gastou a maioria do tempo de treinamento na academia de Marc Laimon, a Cobra Kai em Las Vegas. Em Março de 2008, Stevenson abriu sua própria academia em Victorville,CA. A "Joe Stevenson's Cobra Kai" ensina MMA, incluindo boxing, kickboxing, wrestling e Jiu Jitsu. Em 8 de Novembro de 2008, Stevenson conseguiu sua faixa preta em Jiu-Jitsu Brasileiro com Robert Drysdale. Após sua derrota para Diego Sanchez, Stevenson recebeu uma ligação de Rashad Evans para que ele visitasse a Jackson's Submission Fighting. Após um período de hesitação, ele finalmente se juntou a Greg Jackson em Abril de 2009.

## Carreira no MMA
Stevenson era um dos lutadores mais experientes no The Ultimate Fighter 2. Ele possuía um cartel profissional de 24-6-0.
Em 5 de  Novembro de 2005, Stevenson derrotou Luke Cummo por decisão unânime, vencendo o The Ultimate Fighter 2 para categoria dos meio-médios, tendo Dana White afirmado "Essa luta foi como Forrest Griffin vs. Stephan Bonnar, só que no chão". Em 6 de Abril de 2006, em sua primeira luta após vencer o The Ultimate Fighter 2, ele foi derrotado por Josh Neer no Ultimate Fight Night 4, perdendo a luta por decisão unânime. Seguindo a derrota, Stevenson anunciou que iria mover-se para divisão dos pesos leves.
Em 8 de Julho de 2006, no UFC 61, Stevenson venceu sua primeira luta na categoria contra Yves Edwards. Após abrir um corte profundo em Edwards, esse foi retirado da luta pelos médicos. Stevenson retornou ao Octógono no UFC 65, derrotando o japonês Dokonjonosuke Mishima por guilhotina no primeiro round. Em seguida, Stevenson foi marcado como evento principal do UFC Fight Night 9 contra Melvin Guillard. Apesar da guerra de palavras entre os dois lutadores, especialmente as de Guillard antes da luta, Stevenson trabalhou rapidamente sobre o oponente, derrubando-o com um soco antes de finalizá-lo com uma guilhotina. No UFC 74, Stevenson derrotou Kurt Pellegrino por decisão unânime. Após a luta, os medicos afirmaram que durante a luta Stevenson havia quebrado o nariz. 

### Cinturão Vago
Stevenson foi programado para enfrentar BJ Penn para o campeonato interim de pesos leves no UFC 80, como substituto de Sean Sherk que estava enfrentando problemas com esteróides.   Em 4 de  Dezembro de  2007, a California State Athletic Commission manteve a suspensão contra Sherk, sugerindo que o UFC o retirasse da disputa pelo cinturão dos pesos leves. O presidente do  UFC Dana White confirmou que Stevenson e Penn iriam decidir o novo campeão dos pesos leves, mas o vencedor da luta deveria enfrentar Sherk na primeira oportunbidade.
A luta ficou conhecida como "O Banho de Sangue". Logo no início da luta um uppercut direito de Penn acertou Stevenson que sofreu um profundo corte na cabeça, que fez o árbitro parar a lutar pelo menos 3 vezes no primeiro round por causa na grande quantidade de sangue no rosto do Stevenson. No segundo round Stevenson partiu para cima, porém foi derrubado por Penn e após uma montada Penn conseguiu finalizar Stevenson por um mata-leão.

### Após perder para Penn

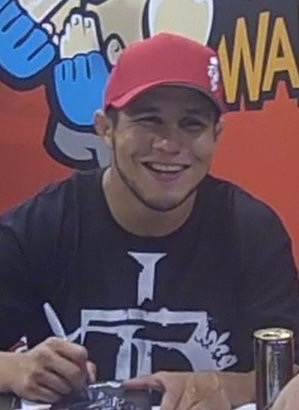
Stevenson durante a Fan Expo do UFC 100.

No UFC 86, Stevenson retortou e venceu Gleison Tibau com uma guilhotina aos 2:57 do 2º round.  No UFC 91 em 15 de Novembro de 2008, Stevenson foi marcado para lutar contra Kenny Florian em uma luta antecipada. Apesar de ter afirmado que se sentiu ofendido quando disseram que ele era um azarão perto de Florian, Stevenson foi massacrado na luta. Após ser derrubado, Stevenson acabou por dar suas costas para Florian. Florian forçou Stevenson, que havia acabado de ganhar sua faixa preta em BJJ, finalizando-o com um mata leão aos 4:03 do primeiro período. Stevenson retornou ao UFC 95 enfrentando o iniciante nos pesos leves Diego Sanchez, mesmo com Stevenson pressionando Sanchez durante a luta, Sanchez vencem por decisão unânime graças aos excelentes contra-ataques durante toda a luta.
Stevenson derrotou o campeão do Ultimate Fighter 5 Nate Diaz por decisão unânime no The Ultimate Fighter 9 Finale. Stevenson demonstrou um wrestling superior durante a luta, mas surprendeu a todos com sua grande evolução no Boxe. Stevenson enfrentou George Sotiropoulos em 21 de  Fevereiro de 2010, no UFC 110 em Sydney, Australia. Stevenson entrou no octógono bastante relaxado, e no inicio da luta manteve Sotiropoulos pressionado, porém seu adversário o surpreendeu no combate após acerta várias combinações e contra-ataques. No segundo e terceiro round, Sotiropoulos voltou a surpreender derrubando Stevenson por várias oportunidades e sendo efetivo no ground 'n pound e no Jiu-Jitsu onde tentou encaixar uma kimura. Stevenson acabou perdendo por decisão unânime, porém faturou o prêmio de "Luta da Noite". 
Stevenson era esperado para enfrentar o vencedor de pesos leves da Pride Takanori Gomi em 1 de Agosto de 2010 no UFC Live on Versus: 2. Entretanto, Stevenson desistiu devido a uma lesão e foi substituido por Tyson Griffin. Stevenson voltou a lutar contra Mac Danzig em 11 de Dezembro de 2010 no UFC 124 Tentando mostrar evolução na trocação, Stevenson partiu para cima de seu adversário sendop bastante agressivo no início do combate, porém foi surpreendido por um cruzado que o nocauteou no primeiro round. Buscando redenção após a derrota, Stevenson pediu uma luta para imediato, assim foi casado sua luta contra o ex-lutador do WEC, Danny Castillo em 03 de Março de 2011 no UFC on Versus 3, porém sendo dominado no combate Stevenson perdeu por decisão unânime. Informações dão conta que Stevenson poderá ser conrtado do UFC ou transferido para divisão dos Pesos Pena.

## Cartel do MMA
| Res.    | Cartel | Oponente              | Método                                  | Evento                                                | Data       | Round | Tempo | Local                       | Notas                                         |  |
| ------- | ------ | --------------------- | --------------------------------------- | ----------------------------------------------------- | ---------- | ----- | ----- | --------------------------- | --------------------------------------------- |  |
| Vitória | 32-16  | Gabriel Miglioli      | Decisão (unânime)                       | TFE MMA - Vengeance                                   | 26/08/2016 | 3     | 5:00  | Califórnia                  |                                               |  |
| Derrota | 31-16  | Dominique Robinson    | Decisão (dividida)                      | Mosley Showdown / Swarm Entertainment - Super Brawl 1 | 30/01/2015 | 5     | 5:00  | Arizona                     |                                               |  |
| Derrota | 31-15  | Dakota Cochrane       | Finalização (mata leão)                 | RFA 3: Stevenson vs. Cochrane                         | 31/06/2012 | 2     | 1:04  | Kearney, Nebraska           |                                               |  |
| Derrota | 31-14  | Javier Vazquez        | Decisão (unânime)                       | UFC Live: Kongo vs. Barry                             | 26/06/2011 | 3     | 5:00  | Pittsburgh, Pennsylvania    | Desceu para os Penas.                         |  |
| Derrota | 31-13  | Danny Castillo        | Decisão (unânime)                       | UFC Live: Sanchez vs. Kampmann                        | 03/03/2011 | 3     | 5:00  | Louisville, Kentucky        |                                               |  |
| Derrota | 31-12  | Mac Danzig            | Nocaute (soco)                          | UFC 124: St. Pierre vs. Koscheck II                   | 11/12/2010 | 1     | 1:54  | Montreal, Quebec            |                                               |  |
| Derrota | 31–11  | George Sotiropoulos   | Decisão (unânime)                       | UFC 110: Nogueira vs. Velasquez                       | 21/02/2010 | 3     | 5:00  | Sydney                      | Luta da Noite.                                |  |
| Vitória | 31–10  | Spencer Fisher        | Finalização (cotoveladas)               | UFC 104: Machida vs. Shogun                           | 24/10/2009 | 2     | 4:03  | Los Angeles, California     |                                               |  |
| Vitória | 30–10  | Nate Diaz             | Decisão (unânime)                       | The Ultimate Fighter 9 Finale                         | 20/06/2009 | 3     | 5:00  | Las Vegas, Nevada           | Luta da Noite.                                |  |
| Derrota | 29–10  | Diego Sanchez         | Decisão (unânime)                       | UFC 95: Sanchez vs. Stevenson                         | 21/02/2009 | 3     | 5:00  | Londres                     | Luta da Noite.                                |  |
| Derrota | 29–9   | Kenny Florian         | Finalização (mata leão)                 | UFC 91: Couture vs. Lesnar                            | 15/11/2008 | 1     | 4:03  | Las Vegas, Nevada           |                                               |  |
| Vitória | 29–8   | Gleison Tibau         | Finalização (guilhotina)                | UFC 86: Jackson vs. Griffin                           | 05/07/2008 | 2     | 2:57  | Las Vegas, Nevada           |                                               |  |
| Derrota | 28–8   | B.J. Penn             | Finalização (mata leão)                 | UFC 80: Rapid Fire                                    | 19/01/2008 | 2     | 4:02  | Newcastle                   | Pelo Cinturão Peso Leve do UFC.               |  |
| Vitória | 28–7   | Kurt Pellegrino       | Decisão (unânime)                       | UFC 74: Respect                                       | 25/08/2007 | 3     | 5:00  | Las Vegas, Nevada           |                                               |  |
| Vitória | 27–7   | Melvin Guillard       | Finalização (guilhotina)                | UFC Fight Night: Stevenson vs. Guillard               | 05/04/2007 | 1     | 0:27  | Las Vegas, Nevada           | Finalização da Noite.                         |  |
| Vitória | 26–7   | Dokonjonosuke Mishima | Finalização (guilhotina)                | UFC 65: Bad Intentions                                | 18/11/2006 | 1     | 2:07  | Sacramento, California      | Finalização da Noite.                         |  |
| Vitória | 25–7   | Yves Edwards          | Nocaute Técnico (interrupção médica)    | UFC 61: Bitter Rivals                                 | 08/07/2006 | 2     | 5:00  | Las Vegas, Nevada           | Retornou aos Leves; Luta da Noite.            |  |
| Derrota | 24–7   | Josh Neer             | Decisão (unânime)                       | UFC Fight Night 4                                     | 06/04/2006 | 3     | 5:00  | Las Vegas, Nevada           |                                               |  |
| Vitória | 24–6   | Luke Cummo            | Decisão (unânime)                       | The Ultimate Fighter 2 Finale                         | 05/11/2005 | 3     | 5:00  | Las Vegas, Nevada           | Ganhou o The Ultimate Fighter 2.              |  |
| Vitória | 23–6   | Joe Camacho           | Finalização (mata leão)                 | KOTC 33: After Shock                                  | 20/02/2004 | 2     | 4:36  | San Jacinto, California     |                                               |  |
| Vitória | 22–6   | Cory Cass             | Finalização                             | Gladiator Challenge 21                                | 07/12/2003 | 1     | 1:10  | Porterville, California     |                                               |  |
| Vitória | 21–6   | Thomas Schulte        | Nocaute (joelhada)                      | KOTC 30: The Pinnacle                                 | 02/11/2003 | 1     | 3:29  | Pala, California            | Ganhou o Cinturão Peso Leve do KOTC.          |  |
| Vitória | 20–6   | Demitrius Jefford     | Nocaute                                 | Gladiator Challenge 19                                | 28/09/2003 | 1     | 1:09  | Porterville, California     |                                               |  |
| Vitória | 19–6   | Kiko Cassela          | Nocaute Técnico (interrupção do córner) | KOTC 27: Aftermath                                    | 10/08/2003 | 1     | 4:21  | San Jacinto, California     |                                               |  |
| Vitória | 18–6   | Thomas Denny          | Finalização (guilhotina)                | KOTC 23: Sin City                                     | 16/05/2003 | 1     | 0:15  | Las Vegas, Nevada           |                                               |  |
| Vitória | 17–6   | Chuck Kim             | Finalização (chave de braço)            | Gladiator Challenge 15                                | 13/04/2003 | 1     | 1:03  | Portervile, California      |                                               |  |
| Vitória | 16–6   | Casey Balkenbush      | Nocaute Técnico (cotoveladas)           | Gladiator Challenge 14                                | 06/02/2003 | 1     | 2:27  | Porterville, California     |                                               |  |
| Derrota | 15–6   | Romie Aram            | Decisão (unânime)                       | KOTC 17: San Jacinto                                  | 19/10/2002 | 3     | 5:00  | San Jacinto, California     |                                               |  |
| Vitória | 15–5   | Jeremy Jackson        | Finalização (golpes)                    | KOTC 15: Bad Intentions                               | 22/06/2002 | 1     | 1:27  | San Jacinto, California     |                                               |  |
| Vitória | 14–5   | Cruz Chacon           | Finalização (chave de braço)            | ROF 4: Warriors                                       | 15/03/2002 | 1     | 1:35  | Denver, Colorado            | Ganhou o Cinturão Meio Médio do Ring of Fire. |  |
| Vitória | 13–5   | Jerry Gummo           | Finalização (mata leão)                 | KOTC 12: Cold Blood                                   | 09/02/2002 | 1     | 1:05  | San Jacinto, California     |                                               |  |
| Vitória | 12–5   | Brad Gumm             | Decisão                                 | Ultimate Pankration 1                                 | 11/11/2001 | 3     | 4:00  | Cabazon, California         |                                               |  |
| Vitória | 11–5   | Gary Aldar            | Nocaute Técnico (socos)                 | Caged Beasts                                          | 09/09/2001 | 1     | 2:37  | Colusa, California          |                                               |  |
| Derrota | 10–5   | Brad Gumm             | Decisão                                 | GC 5: Rumble in the Rockies                           | 09/08/2001 | 3     | 5:00  | Denver, Colorado            |                                               |  |
| Vitória | 10–4   | Ryan Painter          | Decisão (dividida)                      | KOTC 10: Critical Mass                                | 04/08/2001 | 2     | 5:00  | San Jacinto, California     |                                               |  |
| Vitória | 9–4    | Edwin Dewees          | Decisão (unânime)                       | GC 4: Collision at Colusa                             | 07/06/2001 | 3     | 5:00  | Colusa, California          |                                               |  |
| Derrota | 8–4    | Ronald Jhun           | Decisão (unânime)                       | Warriors Quest 1: The New Beginning                   | 29/05/2001 | 3     | 5:00  | Honolulu, Hawaii            |                                               |  |
| Vitória | 8–3    | Maurice Wilson        | Decisão (unânime)                       | GC 3: Showdown at Soboba                              | 07/04/2001 | 3     | 5:00  | Friant, California          |                                               |  |
| Vitória | 7–3    | Kai Kamaka            | Finalização                             | GC 2: Collision at Colusa                             | 18/02/2001 | 1     | 2:16  | Colusa, California          |                                               |  |
| Vitória | 6–3    | Eric Meaders          | Decisão (unânime)                       | KOTC 6: Road Warriors                                 | 29/11/2000 | 3     | 5:00  | Mt. Pleasant, Michigan      |                                               |  |
| Vitória | 5–3    | Mike Berardi          | Decisão (unânime)                       | RITC 20 – Rage in the Cage 20                         | 30/08/2000 | 3     | 3:00  | Phoenix, Arizona            |                                               |  |
| Vitória | 4–3    | David Roberts         | Finalização                             | Huntington Beach Underground Pancrase                 | 13/05/2000 | 1     | N/A   | Hunington Beach, California |                                               |  |
| Vitória | 3–3    | Toby Imada            | Decisão                                 | KOTC 3: Knockout Nightmare                            | 15/04/2000 | 2     | 5:00  | San Jacinto, California     |                                               |  |
| Derrota | 2–3    | Maurice Wilson        | Finalização (guilhotina)                | Extreme Fighter Challenge                             | 02/02/2000 | 2     | N/A   | California                  |                                               |  |
| Derrota | 2–2    | Chris Brennan         | Finalização (triangulo)                 | KOTC 1: Bas Rutten's King of the Cage                 | 30/10/1999 | 1     | 2:04  | San Jacinto, California     |                                               |  |
| Derrota | 2–1    | Jens Pulver           | Nocaute (soco)                          | Bas Rutten Invitational 3                             | 01/06/1999 | 1     | 0:38  | Colorado                    |                                               |  |
| Vitória | 2–0    | Steve Horton          | Finalização (mata leão)                 | Bas Rutten Invitational 3                             | 01/06/1999 | 1     | 2:21  | Colorado                    |                                               |  |
| Vitória | 1–0    | Joe Camacho           | Finalização (triângulo)                 | ESF: Empire One                                       | 15/05/1999 | 1     | N/A   | Corona, California          |                                               |  |